# Мадалін (Великопольське воєводство)
Мадалін (пол. Madalin) — село в Польщі, у гміні Ліскув Каліського повіту Великопольського воєводства.
Населення — 149 осіб (2011).
У 1975-1998 роках село належало до Каліського воєводства.

## Демографія
Демографічна структура станом на 31 березня 2011 року:
|          | Загалом | Допрацездатний вік | Працездатний вік | Постпрацездатний вік |
| -------- | ------- | ------------------ | ---------------- | -------------------- |
| Чоловіки | 80      | 23                 | 49               | 8                    |
| Жінки    | 69      | 18                 | 39               | 12                   |
| Разом    | 149     | 41                 | 88               | 20                   |